# 橋本博且
橋本博且（日语：／ Hashimoto Hirokatsu，1985年12月18日—），日本男子羽毛球运动员。熊本縣熊本市出生，畢業於八代東高校及日本体育大学，現隸屬於Tonami運輸株式會社。

## 簡歷
2010年11月，橋本代表日本出戰廣州亞運會，參加羽毛球比賽的男子雙打（夥拍：平田典靖）、混合雙打（夥拍：藤井瑞希）及團體項目。
2013年8月，橋本博且參加中國廣州舉行的世界羽毛球錦標賽，分別與前田美順和平田典靖出戰混合雙打和男子雙打項目。混雙方面，橋本與前田首圈以2-0淘汰印度組合選手晉級，但在第二圈就以1比2（21-10、17-21、11-21）不敵6號種子、印尼的穆罕默德·雷扎/戴比·苏珊托出局；而男雙方面，他與橋本博且首圈亦以2-0淘汰墨西哥組合晉級，但在第二圈就以0比2（11-21、8-21）不敵7號種子、中國的刘小龙/邱子瀚出局。

## 主要比賽成績
只列出曾進入準決賽的國際賽事成績：
| 年份   | 賽事                     | 公開賽級別 | 項目     | 拍檔     | 成績   |
| ------ | ------------------------ | ---------- | -------- | -------- | ------ |
| 2008年 | 馬來西亞羽毛球國際挑戰賽 | 國際挑戰賽 | 男子雙打 | 米隆夫   | 準決賽 |
| 2009年 | 奧地利羽毛球國際挑戰賽   | 國際挑戰賽 | 混合雙打 | 藤井瑞希 | 準決賽 |
| 2009年 | 大阪羽毛球國際挑戰賽     | 國際挑戰賽 | 男子雙打 | 平田典靖 | 亞軍   |
| 2009年 | 大阪羽毛球國際挑戰賽     | 國際挑戰賽 | 混合雙打 | 內藤真實 | 準決賽 |
| 2009年 | 紐西蘭羽毛球大獎賽       | 大獎賽     | 男子雙打 | 平田典靖 | 亞軍   |
| 2010年 | 瑞士羽毛球超級賽         | 超級賽     | 男子雙打 | 平田典靖 | 準決賽 |
| 2010年 | 大阪羽毛球國際挑戰賽     | 國際挑戰賽 | 男子雙打 | 平田典靖 | 冠軍   |
| 2010年 | 大阪羽毛球國際挑戰賽     | 國際挑戰賽 | 混合雙打 | 藤井瑞希 | 亞軍   |
| 2010年 | 印尼羽毛球超級賽         | 超級賽     | 男子雙打 | 平田典靖 | 準決賽 |
| 2010年 | 荷蘭羽毛球大獎賽         | 大獎賽     | 男子雙打 | 平田典靖 | 冠軍   |
| 2011年 | 澳洲羽毛球黃金大獎賽     | 黃金大獎賽 | 男子雙打 | 平田典靖 | 準決賽 |
| 2011年 | 澳洲羽毛球黃金大獎賽     | 黃金大獎賽 | 混合雙打 | 藤井瑞希 | 亞軍   |
| 2011年 | 印度羽毛球超級賽         | 超級賽     | 男子雙打 | 平田典靖 | 冠軍   |
| 2011年 | 美國羽毛球黃金大獎賽     | 黃金大獎賽 | 男子雙打 | 平田典靖 | 準決賽 |
| 2011年 | 法國羽毛球超級賽         | 超級賽     | 男子雙打 | 平田典靖 | 準決賽 |
| 2012年 | 馬來西亞羽毛球超級賽     | 超級賽     | 男子雙打 | 平田典靖 | 準決賽 |
| 2012年 | 全英羽毛球首要超級賽     | 首要超級賽 | 男子雙打 | 平田典靖 | 準決賽 |
| 2014年 | 湯姆斯盃                 | 其他       | 男子團體 | －       | 冠軍   |
| 2014年 | 日本羽毛球超級賽         | 超級賽     | 男子雙打 | 平田典靖 | 準決賽 |
| 2015年 | 蘇迪曼盃                 | 其他       | 混合團體 | －       | 亞軍   |
| 2015年 | 碧特博格羽毛球黃金大獎賽 | 黃金大獎賽 | 男子雙打 | 平田典靖 | 準決賽 |
| 2018年 | 大阪羽毛球國際挑戰賽     | 國際挑戰賽 | 男子雙打 | 佐伯祐行 | 冠軍   |
| 2018年 | 秋田羽毛球大師賽         | 超級100賽  | 男子雙打 | 佐伯祐行 | 亞軍   |

| 2007-2017年 | 首要超級賽 | 超級賽 | 黃金大獎賽 | 大獎賽 | 國際挑戰賽 | 國際系列賽 | 未來系列賽 | 其他 |

| 2018-2026年 | 總決賽 | 超級1000賽 | 超級750賽 | 超級500賽 | 超級300賽 | 超級100賽 | 國際挑戰賽 | 國際系列賽 | 未來系列賽 | 其他 |

### 世界冠軍頭銜
橋本博且在羽毛球生涯中共奪得1項羽毛球世界冠軍頭銜。
| 賽事     | 奪冠次數 | 年份               |
| -------- | -------- | ------------------ |
| 湯姆斯盃 | 1        | 2014年（男子團體） |
| 總計     | 1        |                    |

### 奧運會和世錦賽參賽紀錄
|          | 搭檔     | 2010 | 2011 | 2012 | 2013 | 2014 | 2015 |
| -------- | -------- | ---- | ---- | ---- | ---- | ---- | ---- |
| 男子雙打 | 平田典靖 | 16強 | 16強 | －   | 32強 | 32強 | 16強 |
|          |          |      |      |      |      |      |      |
| 混合雙打 | 藤井瑞希 | 32強 | 32強 | －   | －   | －   | －   |
| 混合雙打 | 前田美順 | －   | －   | －   | 32強 | 48強 | －   |